# خرغوش خاني (مقاطعة دورود)
خرغوش خاني (بالفارسية: خرگوش خانی) هي قرية تقع في قسم حشمت‌آباد الريفي (مقاطعة دورود) في إيران. يقدر عدد سكانها بـ 24 نسمة بحسب إحصاء 2016.